# GYPA
GYPA (англ. Glycophorin A (MNS blood group)) – білок, який кодується однойменним геном, розташованим у людей на короткому плечі 4-ї хромосоми.  Довжина поліпептидного ланцюга білка становить 150 амінокислот, а молекулярна маса — 16 331.
| 10         |  | 20         |  | 30         |  | 40         |  | 50         |
| ---------- |  | ---------- |  | ---------- |  | ---------- |  | ---------- |
| MYGKIIFVLL |  | LSEIVSISAS |  | STTGVAMHTS |  | TSSSVTKSYI |  | SSQTNDTHKR |
| DTYAATPRAH |  | EVSEISVRTV |  | YPPEEETGER |  | VQLAHHFSEP |  | EITLIIFGVM |
| AGVIGTILLI |  | SYGIRRLIKK |  | SPSDVKPLPS |  | PDTDVPLSSV |  | EIENPETSDQ |
|            |  |            |  |            |  |            |  |            |

A: Аланін

D: Аспарагінова кислота

E: Глутамінова кислота

F: Фенілаланін

G: Гліцин

H: Гістидин

I: Ізолейцин

K: Лізин

L: Лейцин

M: Метіонін

N: Аспарагін

P: Пролін

Q: Глутамін

R: Аргінін

S: Серин

T: Треонін

V: Валін

Кодований геном білок за функціями належить до рецепторів клітини-хазяїна для входу вірусу, рецепторів, фосфопротеїнів. 
Задіяний у таких біологічних процесах як взаємодія хазяїн-вірус, поліморфізм, альтернативний сплайсинг. 
Білок має сайт для зв'язування з сіаловими кислотами. 
Локалізований у клітинній мембрані, мембрані.